# La casa de la alegría
La casa de la alegría (título original en inglés: The House of Mirth) es la segunda novela de Edith Wharton, publicada en 1905 y posterior a su primer libro, Santuario como así también el título del film que narra el drama personal de una mujer agraciada en la alta sociedad de Nueva York de inicios del siglo XX.

## Historia editorial
La novela se publicó por entregas en Scribner's Magazine de enero a noviembre de 1905, y como libro en ese mismo año, editado por Charles Scribner's Son. El título de la obra es una alusión al Eclesiastés 7:4: "El corazón de los sabios habita la casa del duelo, pero el de los locos habita la casa de la alegría".

## Trama
Esta novela de costumbres narra el drama de Lily Bart, una mujer soltera de 29 años perteneciente a la clase alta de la sociedad de Nueva York que busca estabilidad económica y social de forma desesperada mientras, irónicamente, deja pasar numerosas oportunidades. 
La historia comienza en la estación central de Nueva York, donde Lily acaba de perder un tren y debe esperar dos horas para coger el siguiente. En ese momento Lawrence Selden la está observando, y se pregunta qué puede estar haciendo Lily, una chica de semejante belleza y clase, en medio de la ciudad con semblante de desorientación e indecisión y cuál puede ser el propósito de sus actos. Selden, atraído por la belleza y carácter de Lily, la invita al edificio Benedick donde él se aloja. En el diálogo entre ambos descubrimos que Selden es un abogado con pocos recursos económicos y que el mayor objetivo de Lily en la vida es encontrar a alguien adinerado con quien casarse para asegurarse la vida. Uno de los mayores dramas de la novela es el rechazo por parte de Lily Bart hacia Selden, del cual está enamorada y con el que se encuentra cómoda, solo por el hecho de no ser rico. 
Selden es descrito como un observador externo de la alta sociedad neoyorquina, y Lily, en ciertas ocasiones, admira este hecho y le gustaría también dejar de formar parte del mundo de mentiras, superficialidad y conveniencia; el mundo de la burguesía. Sin embargo, Lily se encuentra, en cierto modo, con la obligación de seguir buscando estabilidad financiera para continuar así el legado de su madre, la cual murió cuando ella tenía 19 años y había criado a Lily de manera que supiera valorar a la gente no por como son, sino por lo que le puedan aportar a ella (económicamente) y la cual repudiaba la pobreza. A causa de esto, Lily dejará pasar innumerables ocasiones de conseguir su objetivo y acabará siendo víctima de una trampa de su enemiga Berta Dorset, la cual miente propagando el rumor que culpa a Lily de adulterio con George, el marido de Bertha.

## Personajes
- Lily Bart: es una mujer soltera, de prominente belleza. Enamorada de Lawrence Selden, Lily rechaza el amor de éste con tal de ajustarse a las crecientes exigencias de la clase a la que pertenece. Siempre elige el peor momento para poner en marcha sus planes de conseguir dinero, por lo que más adelante, una rival (Bertha Dorset) la acusa falsamente de querer casarse con su marido.

- Lawrence Selden: Prestigioso abogado de Nueva York. Enamorado de Lily Bart, él nunca logra confesarle a ésta su amor secreto.

- Sim Rosedale: Hombre de negocios de reciente prestigio. Carismático, ambicioso.